# E Bukura e Qiellit
E Bukura e Qiellit, literalmente la Bonita del Cielo, es una ninfa presente en la mitología albanesa. Sus hermanas se llaman E Bukura e Dheut (La Bonita de la Tierra) y E Bukura e Detit (La Bonita del Mar).
El personaje a veces se conoce al varonil como I Bukuri i Qiellit, forma en la cual se asimila con el Cristo de los Cristianos de Albania. En realidad, la ninfa tiene orígenes paganos (probablemente era parte del panteón ilírico), en una concepción del cosmo tripartita entre los tres reines del mar, del cielo y de la tierra.